# La vendetta di Ercole
La vendetta di Ercole è un film del 1960 di Vittorio Cottafavi.

## Trama
Ercole riesce nell'impresa di catturare Cerbero, il cane a tre teste, ma per questo si attira contro l'ira degli dei che gi lanciano contro una maledizione e promettono guai e sofferenze a suo figlio se questi si introdurrà nella casa di un re. Dieci anni dopo Illo, figlio di Ercole si innamora perdutamente di Thea, la figlia del re Eurito di Ecalia. Ercole ricorda la maledizione degli dei e si oppone fermamente all'unione dei due giovani.
Eurito pensa di approfittare della situazione per disfarsi di Ercole e conquistare la città di Tebe. Servendosi di una schiava di nome Alcinoe il re riuscirà a convincere Illo che suo padre si oppone al matrimonio perché anch'egli è innamorato di Thea; inoltre in seguito il re affida ad Alcinoe una fiala contenente un veleno, facendo credere al giovane che sia un filtro capace di neutralizzare l'amore di Ercole per Thea. Alcinoe nel frattempo ha conosciuto Ercole e decide di non ingannare Illo rivelandogli la verità, ma prima che possa farlo lei e Illo vengono catturati dalle spie del re; Ercole decide di liberarli e dopo alcune avventure ci riesce.